# یاکا (آریزونا)
یاکا (به انگلیسی: Yucca) یک منطقهٔ مسکونی در ایالات متحده آمریکا است که در شهرستان موهاوی، آریزونا واقع شده‌است. یاکا ۵٫۷۹ کیلومتر مربع مساحت و ۲۸۲ نفر جمعیت دارد.